# Tu m'oublieras
Pour les articles homonymes, voir Oubli et Tu m'oublieras (film).
Tu m'oublieras est une chanson d'amour disco-electropop, adaptée du titre You Will Forget, d'Irma Jackson (1979) dont la musique a été composée par Marc Hillman puis reprise en France avec des paroles françaises d'Yves Dessca. Initialement enregistrée par Régine en 1980 sous le titre Tu oublieras..., elle est reprise par Jeane Manson en 1990 puis avec grand succès par Larusso en 1998, devenant n°1 des ventes en France avec plus de 1,2 million d'exemplaires vendus.

## Version de  Régine
Régine sort le single Tu oublieras... en 1980 sur le label Carrère.

## Version de Larusso
Singles de Larusso
Je survivrai
(1998) On ne s'aimera plus jamais
(1999)
Clip vidéo
[vidéo] « Tu m'oublieras - Larusso », sur YouTube
Pistes de Simplement
Il suffira
(1) Rien ne peut séparer
(4)
Après avoir commencé sa carrière à l'âge de onze ans avec le groupe Kid Bazar (formé en hommage à la troupe musicale Big Bazar de Michel Fugain), Larusso sort son premier single Je survivrai en 1998 à l'âge de 19 ans, une adaptation française de I Will Survive de Gloria Gaynor, déjà interprétée par Régine à la fin des années 1970. 
La même année, elle reprend Tu m’oublieras, un autre titre interprété par Régine sur le thème d'une « rupture amoureuse douloureuse », déjà réinterprété en 1990 par Jeane Manson sous le titre Tu m'oublieras. Le succès est fulgurant, devient un tube des années 1990 et disque de diamant avec plus de 2 millions d'exemplaires[réf. nécessaire], se classant no 1 des ventes en France durant douze semaines consécutives. Elle intègre ce titre à son 1er album Simplement de 1999.

### Clip
Le clip est tourné sur le toit d'un gratte-ciel de la skyline de New York à Manhattan[réf. nécessaire].

### Liste des pistes
CD single
1. Tu m'oublieras (Radio Edit) — 3:40
2. Tu m'oublieras (Unforgettable Mix) — 4:53
3. Je survivrai — 3:57

CD Maxi single
1. Tu m'oublieras (Unforgettable Mix) — 4:53
2. Tu m'oublieras (Acoustic Extended) — 4:04
3. Tu m'oublieras (Club Mix) — 4:54
4. Tu m'oublieras (Radio Edit) — 3:40

12" single
1. Tu m'oublieras (Radio Edit) — 3:40
2. Tu m'oublieras (Club Mix) — 4:54

12" single - Remixes
1. Tu m'oublieras (Hip Hop Club Mix) — 5:51
2. Je survivrai (Club Mix) — 5:39

### Certifications et ventes
| Pays   | Certification | Date         | Ventes certifiées        | Ventes totales |
| ------ | ------------- | ------------ | ------------------------ | -------------- |
| France | Diamant       | janvier 1999 | 750 000[réf. nécessaire] | 1 200 000      |

### Classements et successions
| Classement (1998-1999)                                | Meilleure position |
| ----------------------------------------------------- | ------------------ |
| Belgique (Ultratop 50 Singles (Belgique francophone)) | 1                  |
| France (SNEP)                                         | 1                  |

| Classement de fin d'année (1999)                      | Position |
| ----------------------------------------------------- | -------- |
| Belgique (Ultratop 50 Singles (Belgique francophone)) | 3        |
| France (SNEP)                                         | 2        |

## Autres reprises
La reprise par Jeane Manson, qui date de 1990, est présente sur son best of Ses plus grands succès.
Le groupe Rocky en fait une reprise sur la compilation Back dans les bacs ! en 2013.
Juliette Armanet et Bastien Bouillon reprennent le titre dans le court métrage Partir un jour en 2021, puis Juliette Armanet le chante seule dans l'émission Carte blanche sur France Inter en 2022.